# Драготинци
Драготинци су насељено место у саставу града Петриње, у Банији, Република Хрватска.

## Историја
Драготинци су се од распада Југославије до августа 1995. године налазили у Републици Српској Крајини.

## Становништво
Насеље је према попису становништва из 2011. године имало 63 становника.
| Националност       | 1991.        |
| Хрвати             | 122 (76,25%) |
| Срби               | 35 (21,87%)  |
| Југословени        | 0            |
| остали и непознато | 3 (1,87%)    |
| Укупно             | 160          |